# Salut les copains (album de Gilbert Bécaud)
Pour les articles homonymes, voir Salut les copains.
Albums de Gilbert Bécaud
À l'Olympia n°2
(1957) Croquemitoufle
(1958)
Salut les copains est un album studio de Gilbert Bécaud avec l'orchestration et la direction de Raymond Bernard. Il paraît en 1957 au format 33 tours 25 cm (La Voix de son Maître - FDLP 1072).

## Face A
1. Salut les copains (Pierre Delanoë/Gilbert Bécaud)
2. Ça claque (Pierre Delanoë/Gilbert Bécaud) (1956)
3. Le Jour où la pluie viendra (Pierre Delanoë/Gilbert Bécaud)
4. Le Pays d'où je viens (Louis Amade/Gilbert Bécaud) (1956)

## Face B
1. Il fait des bonds... le Pierrot qui danse (Louis Amade/Gilbert Bécaud)
2. Ça (Charles Aznavour/Gilbert Bécaud) (1955)
3. La Ville (Charles Aznavour/Gilbert Bécaud)
4. Les Marchés de Provence (Louis Amade/Gilbert Bécaud)